# 2014 UT277
2014 UT277 est un objet transneptunien du groupe des cubewanos.